# Festival di Napoli 1964
Il dodicesimo festival della canzone napoletana si tenne a Napoli dal 17 al 19 settembre 1964.

## Classifica, canzoni e cantanti
| Posizione | Canzone                     | Autori                                                             | Artista                                | Voti |
| 1.        | Tu si 'na cosa grande       | (Gigli e D. Modugno)                                               | Domenico Modugno - Ornella Vanoni      |      |
| 2.        | Ammore mio                  | (Mogol e C. Donida)                                                | Ornella Vanoni - Nunzio Gallo          |      |
| 2.        | Ammore, siente              | (F. Maresca e M. Pagano)                                           | Bruno Filippini - Los Marcellos Ferial |      |
| 2.        | Comme                       | (Alberto Testa, Enzo Bonagura e Flavio Carraresi)                  | Giordano Colombo - Margherita          |      |
| 2.        | E si nun fosse vero?        | (testo di Filibello e Pinchi; musica di Gino Ingrosso e Fanciulli) | Aura D'Angelo - Enzo Jannace           |      |
| 2.        | Inutilmente                 | (M. Zanfagna, Gallo e Belluccio)                                   | Nunzio Gallo - Nino Soprano            |      |
| 2.        | Mo (Me ne vaco a Pusilleco) | (testo di Alberto Testa; musica di Eros Sciorilli)                 | Aurelio Fierro - Robertino             |      |
| 2.        | Napoli c'est fini           | (Mascolo, Piccolo e Bongusto)                                      | Fred Bongusto - Luciano Lualdi         |      |
| 2.        | Napule è una!               | (V. De Crescenzo e S. Bruni)                                       | Sergio Bruni - Arturo Testa            |      |
| 2.        | Nisciuno 'o ppo' capi'!     | (G. Amendola e P. Gagliardi)                                       | Peppino Gagliardi - Giancarlo Silvi    |      |
| 2.        | Nord e sud                  | (Menegazzi e N. Rosso)                                             | Nini Rosso - Gianni Restucci           |      |
| 2.        | T'arricuorde Carme'?        | (Minerbi e M. Romano)                                              | Los Marcellos Ferial - Franco D'Ambra  |      |

### Non finaliste
| Canzone                   | Autori                              | Artista                                      |
| Aspettame                 | (R. Paliotti e Palmieri)            | Luciano Virgili - Monica Del Po              |
| Cchiu' luntano d' 'a luna | (P. Russo e A. Forte)               | Michele Accidenti - Kelly                    |
| Cerco                     | (Falpo e Casalini)                  | Claudio Villa - Elsa Quarta                  |
| Doce e' 'o silenzio       | (Acampora e Martingano)             | Elsa Quarta - Mario Merola                   |
| Maria Carmela             | (Franco Pisano)                     | Aurelio Fierro - Bruno Filippini             |
| Me parlano 'e te          | (S. Palomba e A. Vian)              | Mario Trevi - Robertino                      |
| Mparame a vule' bene      | (R. Fiore e S. Mazzocco)            | Mirna Doris - Peppino Gagliardi              |
| Nun m'abbraccia'          | (De Mura, De Angelis e Gigante)     | Aurelio Fierro e Mirna Doris - Nunzia Greton |
| Si' turnata               | (Nisa e Salerno)                    | Sergio Bruni - Nicola Arigliano              |
| Sole 'e luglio            | (De Gregorio, Scuotto e Acampora)   | Arturo Testa - Mario Trevi                   |
| Sulamente 'a mia          | (Franco Migliacci e Bruno Zambrini) | Claudio Villa - Giancarlo Guardabassi        |
| Teneramente               | (A. Pugliese e L. Vinci)            | Aura D'Angelo - Renato Thomas                |

## Orchestra
Diretta dai maestri: Eduardo Alfieri, Gianni Aterrano, Luis Enríquez Bacalov, Alessandro Blocksteiner, Willy Brezza, Maurizio De Angelis, G. De Martini, Carlo Esposito, Angelo Giacomazzi, Ezio Leoni, Gianni Marchetti, Augusto Martelli, Marcello Minerbi, Franco Monaldi, Iller Pattacini, Franco Pisano, Gianfranco Reverberi, Enrico Simonetti e Riccardo Vantellini. Complesso vocale i 4+4 di Nora Orlandi.

## Organizzazione
Dell'Ente per la Canzone Napoletana - Ente Salvatore Di Giacomo - G.I.R.A. di
Gianni Ravera